# Jim Burgess
James Michael Burgess (* 21. Juli 1953 in Okeechobee; † 18. Januar 1993 in Philadelphia) war ein US-amerikanischer Musikproduzent und DJ, der besonders in den 1970er Jahren in New York aktiv war. Er produzierte Remixes und Discoversionen vieler populärer Lieder, von denen einige millionenfach verkauft wurden. Er war außerdem ein beliebter DJ in vielen New Yorker Clubs und galt als „einer der heißesten DJ's und Remixer der Disco-Ära“.

## Leben
Burgess war ausgebildeter Sänger (Tenor). Er begann seine DJ-Karriere Mitte der 1970er Jahre in Florida und zog dann nach Atlanta, wo er im Club The Limelight arbeitete und von Tony Martino und Alan Harris entdeckt wurde, die Eigentümer des Clubs 12 West in New York waren. Burgess zog daraufhin nach New York und arbeitete unter anderem in den Clubs 12 West, The Saint, Underground, Studio 54 und Paradise Garage. Er war seit der Eröffnung am 20. September 1980 einer von ursprünglich drei fest engagierten DJ’s des The Saint.
Burgess entschied sich, seine DJ-Karriere im Alter von 28 Jahren mit einer Abschiedsparty am 31. Januar 1981 im The Saint zu beenden. Während der Party verließ er mitten in der Nacht den Club und ließ die zuletzt aufgelegte Schallplatte einfach auslaufen. Anschließend übernahm Sharon White für den Rest der Nacht seinen Posten.
1987 zog er nach Philadelphia, um als Opernsänger zu arbeiten. Er nahm erneut Gesangsunterricht und sang für die Opera Company of Philadelphia und die Rittenhouse Opera Society. Er trat als Florestan in der Oper Fidelio beim Lake George Opernfestival in New York und als Siegfried und Parsifal bei der Liederkranz Society of New York auf, die ihm den ersten Preis ihres Wagner-Wettbewerbs zuerkannte.
1992 wurde Burgess darüber informiert, dass bei ihm eine HIV-Infektion festgestellt worden sei. Die Krankheit entwickelte sich sehr schnell, und nur vier Monate nach der Diagnose starb er an Progressiver multifokaler Leukenzephalopathie in seinem Haus in Philadelphia. Er hinterließ seinen Partner sowie eine Schwester und einen Bruder.

## Diskographie

### Remixes
Einige der wichtigen Aufnahmen, an deren Remix oder Produktion Jim Burgess beteiligt waren:
| Lied                           | Künstler         | Label           | Veröffentlichung |
| ------------------------------ | ---------------- | --------------- | ---------------- |
| Just As Long As We're Together | Prince           | Warner Brothers | 1978             |
| Da Ya Think I’m Sexy?          | Rod Stewart      | Warner Brothers | 1978             |
| I Was Made for Lovin’ You      | KISS             | Casablanca      | 1979             |
| I've Got the Next Dance        | Deniece Williams | Columbia        | 1979             |
| Victim                         | Candi Staton     | Warner Brothers | 1978             |